# Allan Edwall

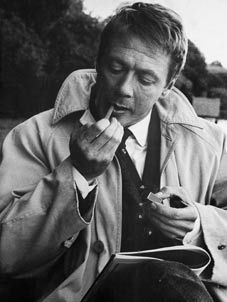
Allan Edwall, 1965

Allan Edwall (* 25. August 1924 in Hissmofors, Jämtland, Schweden; † 7. Februar 1997 in Stockholm) war ein schwedischer Schauspieler, Autor, Regisseur und Musiker.

## Leben und Karriere
Allan Edwall war das Kind einer schwedischen Arbeiterfamilie sowie Sohn eines Gewerkschafters und Kommunisten. In den Jahren 1949 bis 1952 besuchte er die Schauspielschule für Dramaturgie und Theater in Stockholm und hatte im Anschluss Rollen in mehr als 400 Fernseh-, Radio- und Theateraufführungen. Er wurde auch als Regisseur und Autor tätig. Der Film Åke und seine Welt, bei dem er Regie führte und das Drehbuch schrieb, erhielt 1985 den Hauptpreis der Semana Internacional de Cine de Valladolid. Als Sänger beklagte er sich über die Ungerechtigkeiten der Gesellschaft. Von 1986 an arbeitete er in seinem eigenen Theater in Stockholm sowohl als Schauspieler als auch als Ticketverkäufer und -abreißer.
Allan Edwall wurde in Deutschland vorrangig in der Rolle des Vaters Anton aus der Fernsehserie und den Fernsehfilmen Michel aus Lönneberga (nach Astrid Lindgren) und der Rolle des Paradies-Oskars in Rasmus und der Vagabund bekannt. In der Verfilmung des Lindgren-Romans Ronja Räubertochter spielte er 1984 die Nebenrolle des Glatzen-Per. Zu sehen ist er auch in der Verfilmung der Brüder Löwenherz von 1977 sowie in Madita, beide ebenfalls nach Astrid Lindgren.
Weitere internationale Bekanntheit verschaffte sich Edwall durch seine Auftritte in einigen Filmen von Ingmar Bergman, darunter in Die Jungfrauenquelle (1960) und in Die Stunde des Wolfs (1968). Seine wohl bekannteste Rolle bei Bergman war 1982 die des sterbenden Theaterdirektors Oscar Ekdahl im Film Fanny und Alexander.
Aus seiner Ehe mit der Journalistin Britt Edwall (1957–1965) gingen drei Kinder hervor: Mattias Edwall, der Fotograf wurde, sowie Måns und Malin. Ein weiterer Sohn, Michael, stammt aus einer früheren Ehe.
Am 7. Februar 1997 starb Allan Edwall in Stockholm im Alter von 72 Jahren an Prostatakrebs. Seine letzte Ruhestätte befindet sich auf dem Friedhof der Gustavsbergs kyrka in Gustavsberg.

## Filmografie (Auswahl)
- 1953: Reise zu Dir (Resan till dej)
- 1960: Die Jungfrauenquelle (Jungfrukällan)
- 1960: Das Teufelsauge (Djävulens öga)
- 1963: Licht im Winter (Nattvardsgästerna)
- 1964: Ach, diese Frauen (För att inte tala om alla dessa kvinnor)
- 1966: Hier hast du dein Leben (Här har du ditt liv)
- 1966: Dr. Westers letzter Patient (Träfracken)
- 1971: Emigranten (Utvandrarna)
- 1971: Immer dieser Michel 1. – Michel in der Suppenschüssel (Emil i Lönneberga)
- 1972: Das neue Land (Nybyggarna)
- 1972: Immer dieser Michel 2. – Michel muß mehr Männchen machen (Nya hyss av Emil i Lönneberga)
- 1973: Immer dieser Michel 3. – Michel bringt die Welt in Ordnung (Emil och griseknoen)
- 1977: Die Brüder Löwenherz (Bröderna Lejonhjärta)
- 1979: Madita (Madicken) (Fernsehserie)
- 1979: Madita (Du är inte klok, Madicken)
- 1980: Madita und Pim (Madicken på Junibacken)
- 1981: Rasmus und der Vagabund (Rasmus på luffen)
- 1982: Fanny und Alexander (Fanny och Alexander)
- 1984: Ronja Räubertochter (Ronja Rövardotter)
- 1986: Opfer (Offret)
- 1989: Die Reise nach Melonia (Resan till Melonia)